# NGC 77
NGC 77은 고래자리 방향에 있는 렌즈형 은하이다.